# リヒテンフェルス (バイエルン州)
リヒテンフェルス（ドイツ語: Lichtenfels, ドイツ語発音: [ˈlɪçt̩nfɛls]）は、ドイツ、バイエルン州オーバーフランケン行政管区のリヒテンフェルス郡の郡庁所在地である。

## 地理

### 位置

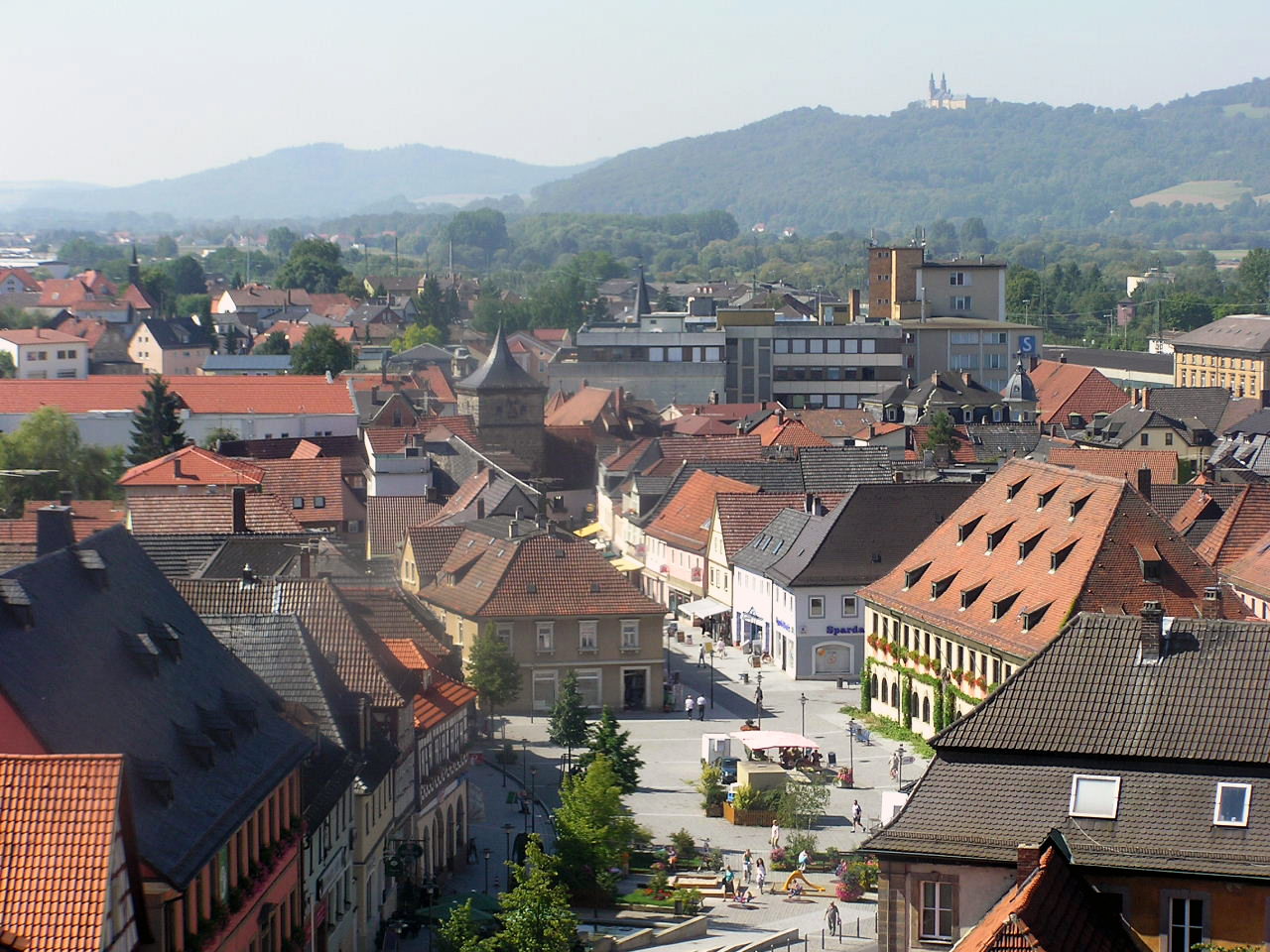
上の門塔からのリヒテンフェルスの町並み。画面手前の広場がマルクト広場。

リヒテンフェルスはオーバーフランケン行政管区のマイン川上流域、バンベルクとコーブルクの間に位置し、「ドイツのかごの町」を自任している。リヒテンフェルスは、また、「Tümpelschöpfer（水を汲むもの）」ともいわれる。この名前は三十年戦争の時代に、町の財宝を救うために川に沈めておいたのを、水を汲み干して取り戻したことに由来する。

### 自治体の構成
本市は、公式には35の地区 (Ort) からなる。このうち小集落や孤立農場などを除く集落を以下に列記する。
| - ブーフ・アム・フォルスト - ブルクベルク - デーゲンドルフ - アイヒヒ - イスリング - クロスターラングハイム - ケステン - ケッテル - クラッペンロート | - ラーム・バイ・リヒテンフェルス - リヒテンフェルス - ミステルフェルト - メンヒクレッテンドルフ - オーバーラングハイム - オーバーヴァレンシュタット - ロインドルフ - ロート - ロートマンスタール | - シュナイ - シェーンスロイト - ゾイベルスドルフ - シュテッテン - ティーフェンロート - トリープ - ウンターヴァレンシュタット - ヴァインガルテン |

## 歴史

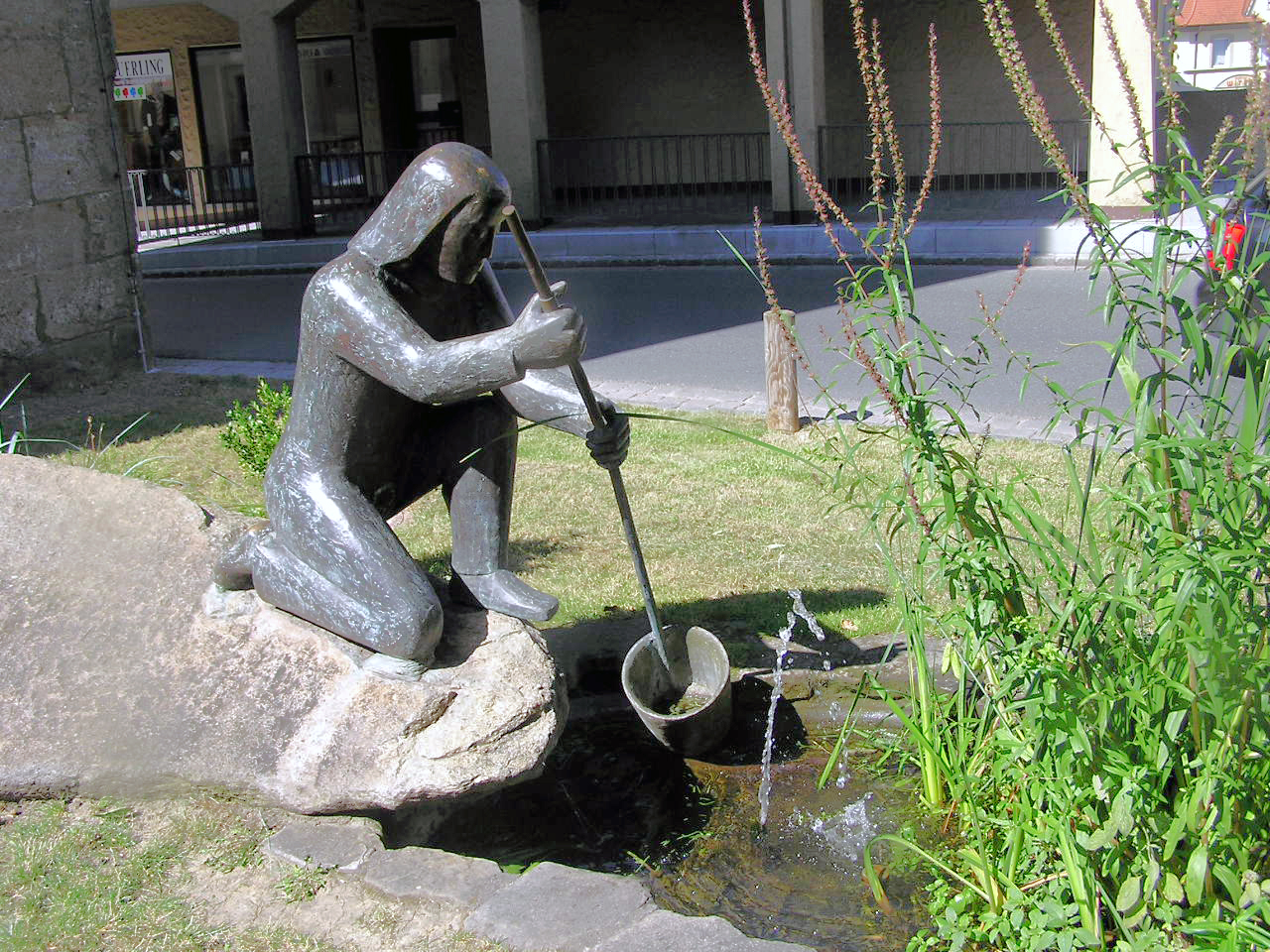
「水を汲むもの」のモニュメント

リヒテンフェルスは、1142年に初めて文献に登場し、1231年に都市権を得ている。

## 行政

### 市長
- 2014年以降: アンドレアス・ヒューゲリヒ (Andreas Hügerich) SPD
- 2002-2014: ビアンカ・フィッシャー (Dr. Bianca Fischer) 無所属
- 1991-2002: ヴィンフレート・ボクダーン (Winfred Bogdahn) SPD
- 1959-1991: ギュンター・ハウプトマン (Dr. Günther Hauptmann) CSU
- 1958: オットーベッツ (Otto Betz) CSU
- 1951-1958: ヨハン・ウンライン (Johann Unrein) 1952年まで CSU、その後 Freie Wählergruppe
- 1945-1951: ユリア・ヴィットマン (Dr. Julian Wittmann) CSU
- 1945: バプティスト・ホフマン (Dr. Baptist Hofmann)
- 1938-1945: ヴィツヘルム・クラウトハイム (Wilhelm Krautheim) NSDAP
- 1930-1938: ヨーゼフ・ウレンベルガー (Josef Ullenberger)
- 1928-1930: ノルベルト・シアー (Dr. Norbert Schier)
- 1912-1928: アンドレアス・マール (Andreas Mahr) liberal
- 1870-1912: アダム・ヴェングライン (Adam Wenglein) liberal

### 友好都市
- ヴァンダリア （オハイオ州、USA）
- Cournon-d'Auvergne （フランス）
- プレストヴィック （スコットランド）
- アリッチャ （イタリア）

他にベルリンのライニッケンドルフ区やラインラント＝プファルツ州のバート・ベルクツァーベルンとも友好都市関係にある。

### 協力関係
- 1978年、ベルン郡アルテンドルフから追放されたズデーテン地方のドイツ人への協力・保護を引き受けた。
- 1986年、シュテルンベルク郡の市場町ドイチュハウゼから追放されたズデーテン地方のドイツ人の協力・保護を引き受けた。

## 経済と社会基盤

### 交通

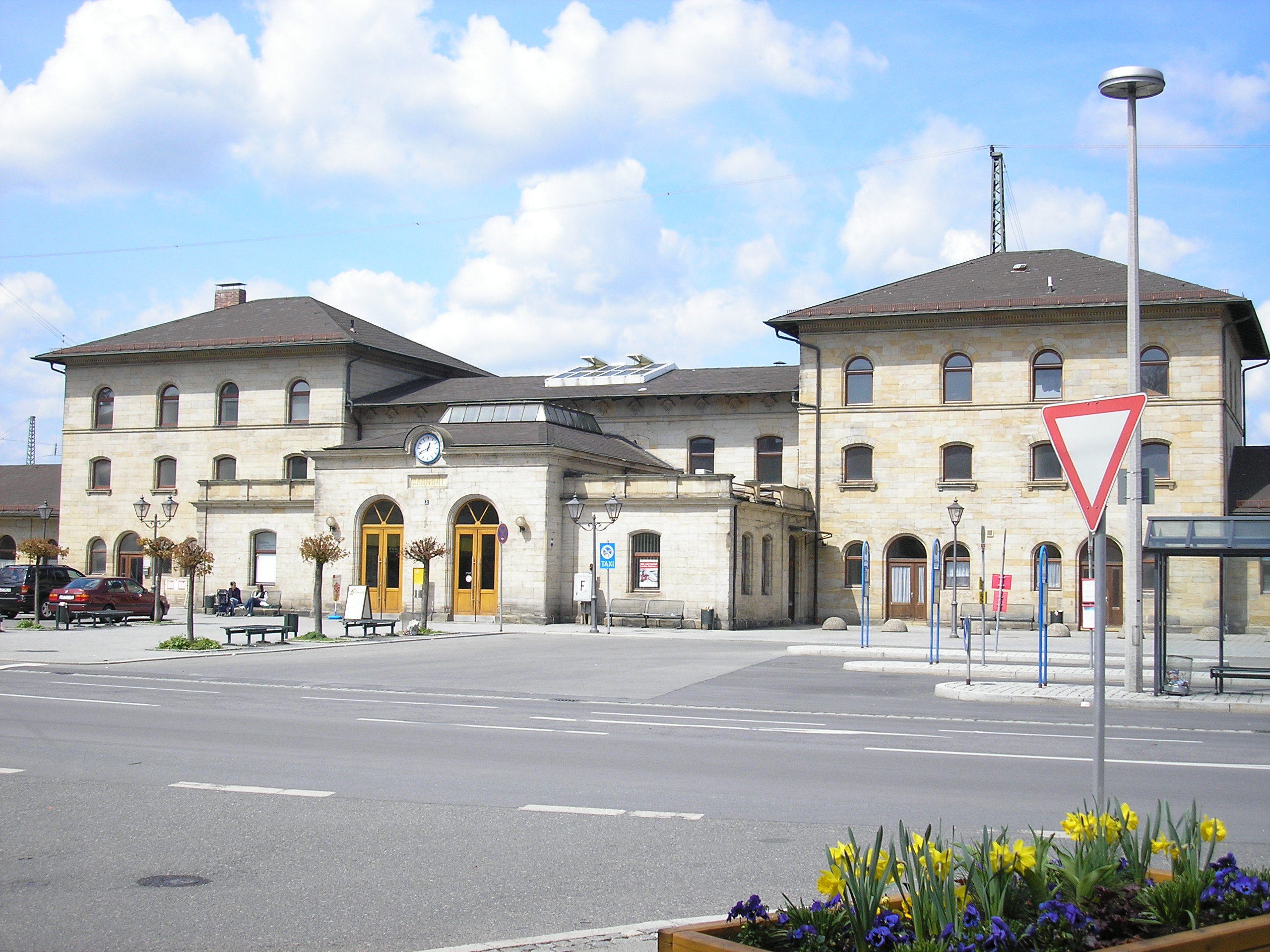
リヒテンフェルス駅

リヒテンフェルスはマイン川沿いに位置する。連邦道B173とB289がこの町を通過している。B173はアウトバーン仕様に拡充され2008年にはA73に昇格される。A73は、北からこの町に入り、ゾイベルスドルフ地区とロイドルフ地区の間にA73とB173とを接続するインターチェンジが建設される。
ミュンヘン - ベルリン間の鉄道路線はリヒテンフェルスを経由し、ICEも停車する。リヒテンフェルス - クルムバッハ - ホーフ路線、リヒテンフェルス - コーブルク - ゾンネベルク路線はこの駅始発である。

### 教育
- メラニアー＝ギムナジウム
- 私立経済学校
- 州立職業訓練校のかご細工専攻科 - 19世紀中盤から第二次世界大戦までかごの生産・集散地だった本市の伝統を伝えている
- 州立職業訓練校の情報科学専攻科
- ヘルツォーク＝オットー＝シューレ（本課程校）とアドルフ＝コルピング＝シューレ（実学課程）をもつ学習センター
- 臨床実習を行う看護学校

### 地域における役割
リヒテンフェルスは、同名の郡の中心であり、郡の行政官庁が置かれている。この街は、また、区裁判所が置かれ、多くの官庁や税務署、連邦労働省の支局、警察監査局なども置かれている。郡全域の医療に重要なヘルムート＝Ｇ＝ヴァルター＝クリニークもリヒテンフェルスにある。リヒテンフェルスは付近の地区にとって商業上の意義も重要で、市内歩行者専用区域のデパートや大手マーケットチェーンの支店、大規模スーパなどもある。歩行者専用区域のすぐ近くには、車で訪れた人のための駐車場が2つ設けられている。

## 文化と見所

### 博物館

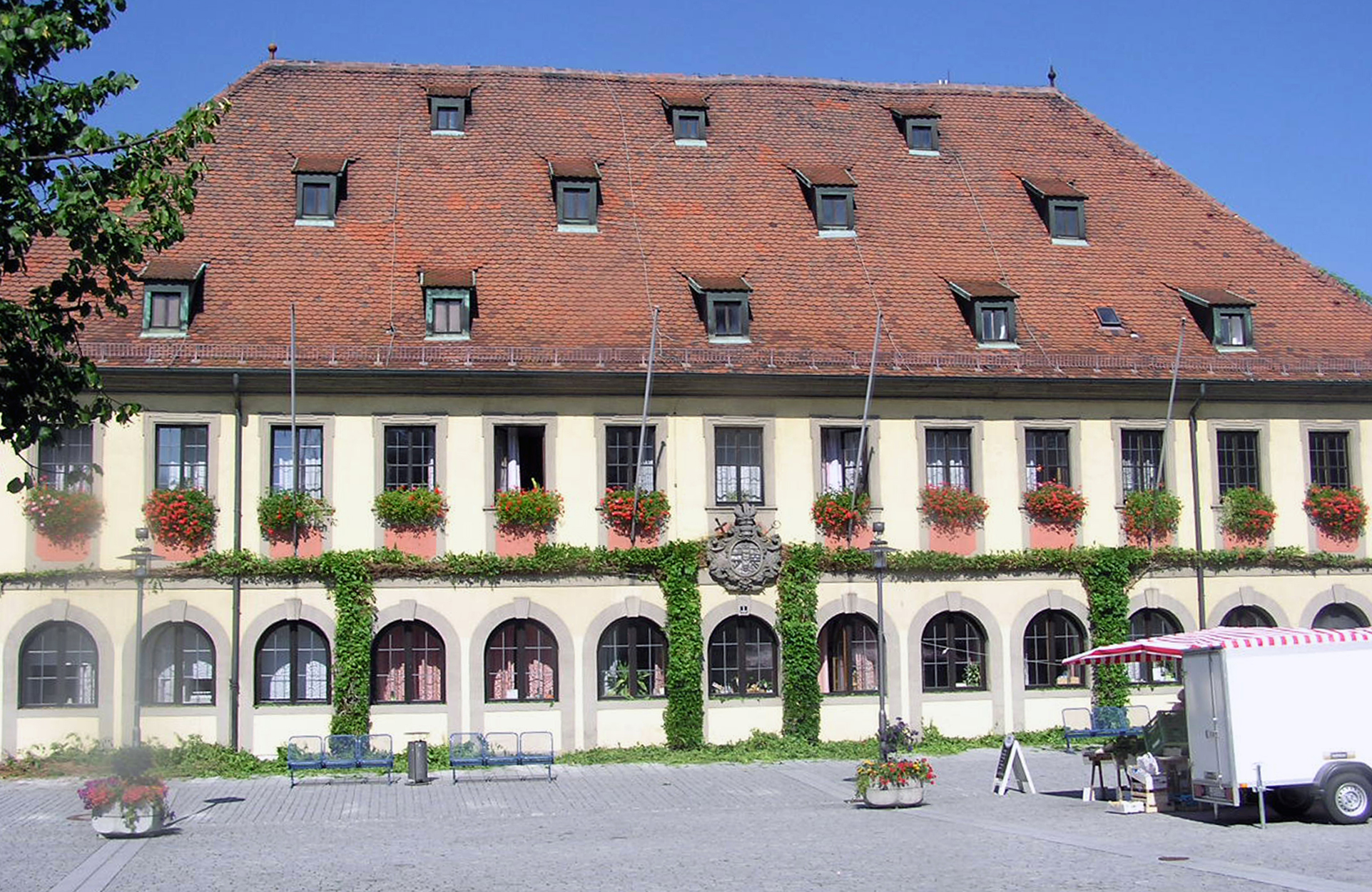
ラートハウス

- 市立博物館
- ラートハウスの化石コレクション
- クロスターラングハイム地区の郷土博物館

### 建造物

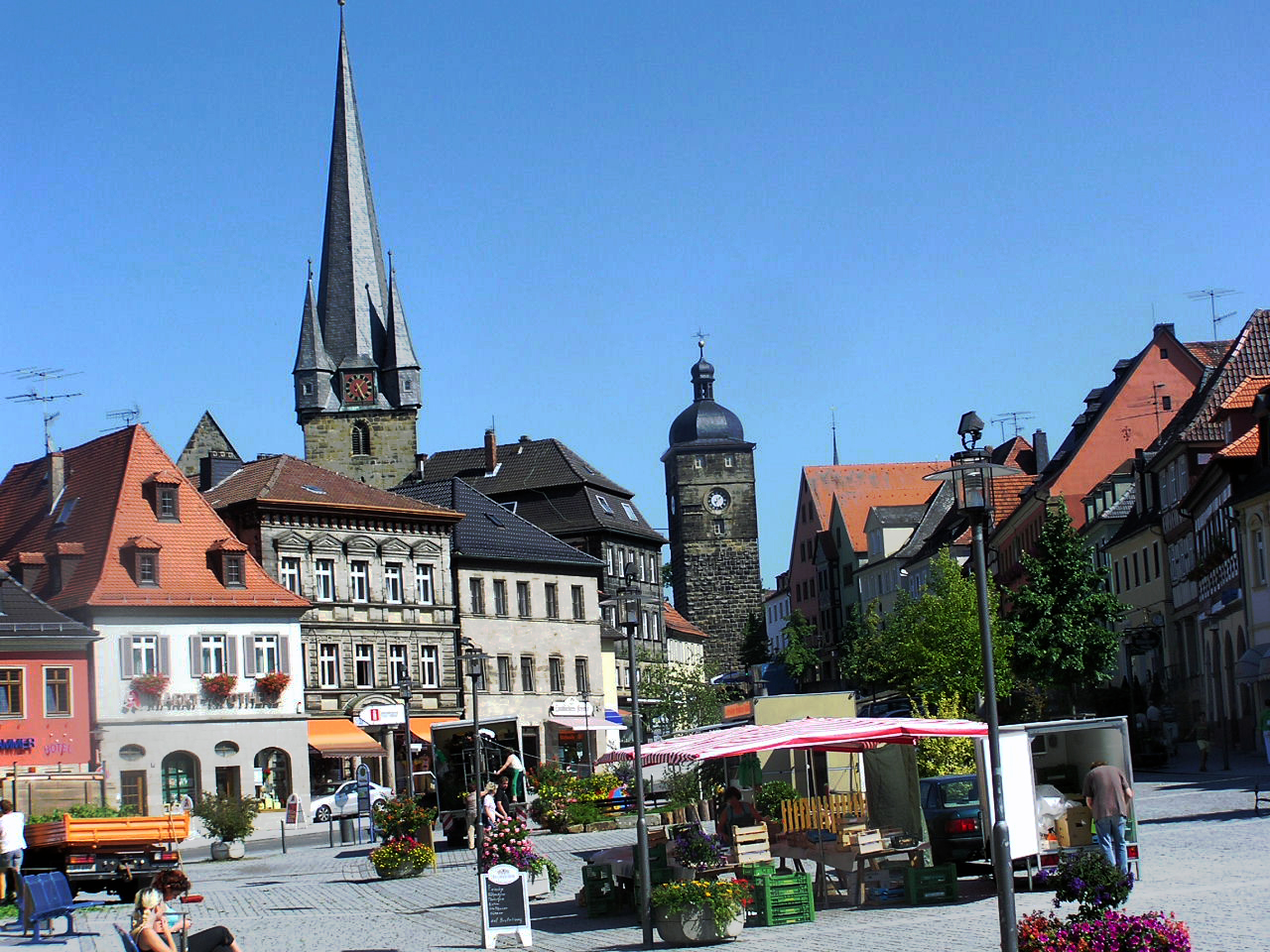
マルクト広場。左手の尖塔はカトリック教区教会のもの、中央の塔が上の門塔

- カトリック教区教会「聖母マリアの被昇天教会」（中世後期、内陣は1487年奉献; バロック様式の調度）
- マルティン・ルター教会(バイエルン福音ルター派教会)、1902年/1903年建立、グスタフ・ヘーバーレ設計）
- 聖ヤコプ礼拝堂（カトリック）
- シュピタール教会（カトリック）
- 市城（1555年/1556年に貴族の居城として建設、17世紀からは穀物倉庫、1891年から1970年は編みかごの材料倉庫として用いられ、1991年以降は催事場兼会議場となっている）
- 上の門塔またはクローナハ門塔（15世紀初め、16世紀中頃に建設され、さらに1802年に最終的に建設された）
- 下の門塔またはバンベルク門塔
- 赤の門（かつての市の防壁の最高点）
- 旧市壁の一部
- かつての森林管理官邸（現在は書店）
- カステンホーフ
- バッロク様式の市庁舎（1742年/1743年建立、ユストゥス・ハインリヒ・ディーエンツェンホーファー設計）
- 第二市庁舎（かつての郡庁舎、1861年から管区庁、1916年から土地登記所）
- 駅舎
- 市立博物館（かつてのバイエルンのビール業者の邸宅で、1999年から博物館として運営されている）
- 旧市街の地下道
- 美術ギャラリー（マルクト広場に面して建つ旧薬局）
- ビスマルク塔（比高20.5メートルの展望塔）
- 水道塔（ドイツ・アルプス連盟の支部が登攀練習施設として使用）
- バロック様式のラングハイム旧修道院
- ナースアンガー農業倉庫（独特な円形をしている）
- シュナイ城（17世紀に造営された居城）
- リヒテンフェルス城跡（敷地の北半分は市営公園として利用）
- アウトバーン73号線と交差する「BW67a」自動車橋（高さ19メートル・長さ101.77メートル、2008年に供用開始）

### 年中行事
- かご市：9月の第3週末
- 射撃フェスタ：7月の第2週末から10日間
- 市門フェスタ：8月
- 飛行場フェスタ：8月の第1週末
- K13セッション：年4回、MGLの活動メンバーが市立ホールで開催するセッション

## 人物
- フリードリヒ・ミコニウス (1490年12月26日 - 1546年4月7日) 宗教改革家
- ハインリヒ・ファーバー (1500年 -1552年2月26日) 作曲家
- トーマス・デーラー (1897年12月14日 - 1967年7月21日）政治家 (DDP, FDP)、連邦法務大臣、FDP党首、連邦議会議員
- シュテファン・キースリング (1984年1月25日 - ) サッカー選手。バイエル・レバークーゼン所属。

## 引用
1. ↑  https://www.statistikdaten.bayern.de/genesis/online?operation=result&code=12411-003r&leerzeilen=false&language=de Genesis-Online-Datenbank des Bayerischen Landesamtes für Statistik Tabelle 12411-003r Fortschreibung des Bevölkerungsstandes: Gemeinden, Stichtag (Einwohnerzahlen auf Grundlage des Zensus 2011)
2. ↑  Max Mangold, ed (2005). Duden, Aussprachewörterbuch (6 ed.). Dudenverl. p. 510. ISBN 978-3-411-04066-7
3. ↑  Bayerische Landesbibliothek Online